# 高涼郡
高涼郡（こうりょう-ぐん）は、中国にかつて存在した郡。後漢末から唐代にかけて、現在の広東省西部に設置された。

## 概要
220年（建安25年）、孫権により交州の合浦郡から分割して高涼郡が立てられた。郡治は思平に置かれた。264年（永安7年）、交州東部を分割して広州が立てられると、高涼郡は広州に転属した。
晋のとき、高涼郡は安寧・高涼・思平の3県を管轄した。
南朝宋のとき、高涼郡は思平・莫陽・平定・安寧・羅州・西鞏・禽郷の7県を管轄した。
南朝斉のとき、高涼郡は安寧・羅州・莫陽・西鞏・思平・禽郷・平定の7県を管轄した。
南朝梁のとき、高涼郡は高州に属した。
589年（開皇9年）、隋が南朝陳を滅ぼすと、高涼郡は廃止され、高州に編入された。607年（大業3年）に州が廃止されて郡が置かれると、高州は高涼郡と改称された。高涼郡は高涼・連江・電白・杜原・海安・陽春・石竜・呉川・茂名の9県を管轄した。
618年（武徳元年）、唐により高涼郡は高州と改められた。742年（天宝元年）、高州は高涼郡と改称された。758年（乾元元年）、高涼郡は高州と改称され、高涼郡の呼称は姿を消した。